# Ghiacciaio Hugi
Il ghiacciaio Hugi (in inglese Hugi Glacier) (66°11′S 65°07′W) è un ghiacciaio situato sulla costa di Graham, nella parte occidentale della Terra di Graham, in Antartide. Il ghiacciaio, il cui punto più alto si trova 615 m s.l.m., fluisce verso nord fino a entrare nella baia di Holtedahl, a sud-ovest del picco Rasnik.

## Storia
Il ghiacciaio Hugi è stato avvistato e mappato per la prima volta durante la spedizione britannica nella Terra di Graham, 1934-37, al comando di John Rymill. Nel 1959 è stato poi così battezzato dal Comitato britannico per i toponimi antartici in onore di Franz Joseph Hugi, un insegnante svizzero che fu definito "il padre dell'alpinismo invernale" e che fu autore di due pionieristici articoli sul fenomeno dei ghiacciai.